# Odinite
L'odinite est un minéral de la famille des phyllosilicates, et plus précisément au “groupe de la serpentine”. Il fut découvert en 1988 dans les îles de Loos, en Guinée, et nommé en l'honneur de Gilles S. Odin, minéralogiste français.

## Caractéristiques chimiques
Chimiquement, il s'agit d'un alumino-phyllosilicate, avec des couches alternées de kaolinite, composé d'anneaux de 4 ou 8 tétraédres, avec des cations de fer, de magnésium et d'aluminium. Sa structure cristalline est similaire à celle d'autres minéraux du groupe de la serpentine.
La structure cristalline mélange des polytypes des systèmes cristallins monocliniques et hexagonaux.
En plus des éléments de sa formule, il contient généralement comme impuretés le manganèse et le titane.

## Formation et gisements
C'est un minéral rare qui se forme dans les eaux marines, comme composant minoritaire de remplissage ou de remplacement dans des argiles vertes, de bioclastes, de pelotes fécales et de débris minéraux sur des plateaux marins peu profonds et des zones de lagons aux latitudes tropicales.
Il est aujourd'hui probablement présent uniquement dans des roches âgées au plus de la période quaternaire, étant susceptible de s'altérer en chlorite par météorisation.
Il est généralement associé à d'autres minéraux tels que le quartz, la calcite, la kaolinite, les smectites, l'illite ou les chlorites.